# 神奈川奉行
神奈川奉行（かながわぶぎょう）は、江戸幕府の役職。旗本が任じられる遠国奉行の一つ。神奈川奉行所（かながわぶぎょうしょ、奉行役所）で執務した。

## 概要
神奈川奉行は、横浜港が開港された安政6年（1859年）に設置された役職である。同年6月4日（同年7月3日）、開港場建設の事務に当たっていた外国奉行の酒井忠行・水野忠徳・村垣範正・堀利煕・加藤則著の5名に神奈川奉行兼帯の命が下った。5名は輪番で神奈川奉行の職務を行った。
設置当初の神奈川奉行は、青木町（神奈川県横浜市神奈川区青木町）に会所、戸部村宮ヶ崎（同西区紅葉ヶ丘、現・神奈川県立青少年センター）に奉行役所を置き、また、横浜村（同中区日本大通、現・神奈川県庁付近）の波止場近傍に運上所を置いて事務を執った。奉行役所は戸部役所と呼ばれて内国司法・行政の事務を取り扱い、運上所では関税及び外務全般の事務を取り扱った。万延元年（1860年）に神奈川奉行は専任となり、松平康直・都筑峰暉の2名が任命された。神奈川奉行所の役人の人数は、時期によって変動があるものの、同心や足軽などを含めれば最大時で1000人を超えたとされる。また、兼任職時代から廃止までの奉行職には計22名の幕臣が登用され、奉行並職についても5名、支配組頭14名、支配定番役取締4名、支配調役21名が任命されている。
慶応4年/明治元年3月19日（1868年4月11日）、明治政府は神奈川奉行所を廃止して新たに横浜裁判所を置き、運上所・戸部役所の業務を引き継がせた。奉行所の新政府への引き渡しは奉行並の依田盛克がつとめた。横浜裁判所は、同年4月20日（同年5月12日）には神奈川裁判所、同年6月17日（同年8月5日）には神奈川府へと名称変更され、同年9月21日（同年11月5日）には神奈川県に名称変更された。

## イギリス式軍隊の整備
神奈川奉行所では攘夷派からの襲撃や治安維持、また国際関係が悪化した場合に英仏横浜駐屯軍への防衛対応を目的として警察力・軍事力が整備された。指揮官の窪田鎮章は書物により洋式兵制を学び、また幕府からの働きかけで駐留英軍より直接伝習を受けることで軍備を調えた。
幕臣などから任命される士官としての「定番役」と近隣よりの徴募による歩兵「番所附下番」で組織された。文久3年（1863年）から始まった定番役と下番の採用は急激に拡大し、文久3年（1864年）9月頃には定番役1300人と下番1300人が居た。定番役には定番役頭取取締、定番取締役、定番役、定番役出役、定番役並、定番役並出役の階級があったとされる。兵隊として徴募された下番は、文官である「役所附下番」と区別され、武官であり「番所附下番」と呼ばれた。元治元年11月、老中の水野和泉守、阿部豊後守、諏訪因幡守がイギリス公使オールコックに対し、横浜駐留のイギリス軍による技術伝習を依頼した。この結果、定番役頭取取締窪田鎮章以下がイギリス軍司令官ブラウン大佐より伝習を受け、合同演習も実施された。

慶応2年（1866年）5月になると神奈川奉行では定番役と番所附下番を廃止し、関所や番所の警備を支配役御用出役と役所附下番の文官に代替させることが通達され、神奈川奉行独自の軍事力は廃止された。定番役は別手組へ、番所附下番は歩兵組へ配属された。また、不足する警備力を補うため、神奈川奉行は幕府歩兵と千人隊（八王子千人同心）を動員している。この動員も慶応3年には変更され、役所附下番が足軽と改称されると、大幅な徴募が行われて千人隊の動員は廃止され、横浜警備は足軽のみで行われるようになった。

## 略年表
- 安政5年6月19日（1858年7月29日）：アメリカ合衆国との間で日米修好通商条約を締結し、「1859年7月4日（安政6年6月5日）[5]」 をもって「神奈川」の開港を約す。同年中に、イギリス・フランス・ロシア・オランダと、それぞれ同内容の条約を締結（安政五カ国条約）。
- 安政6年6月2日（1859年7月1日）：横浜港を開港する。
- 同年6月4日（同年7月3日）：神奈川奉行を任命し、神奈川奉行所を設置。
- 慶応4年/明治元年3月19日（1868年4月11日）：神奈川奉行所を廃止、横浜裁判所を置く。
- 同年4月20日（同年5月12日）：横浜裁判所を神奈川裁判所に改称。
- 同年6月17日（同年8月5日）：神奈川裁判所を神奈川府に改称。
- 同年9月21日（同年11月5日）：神奈川府を神奈川県に改称。